# Berliner Dampfstraßenbahn-Konsortium

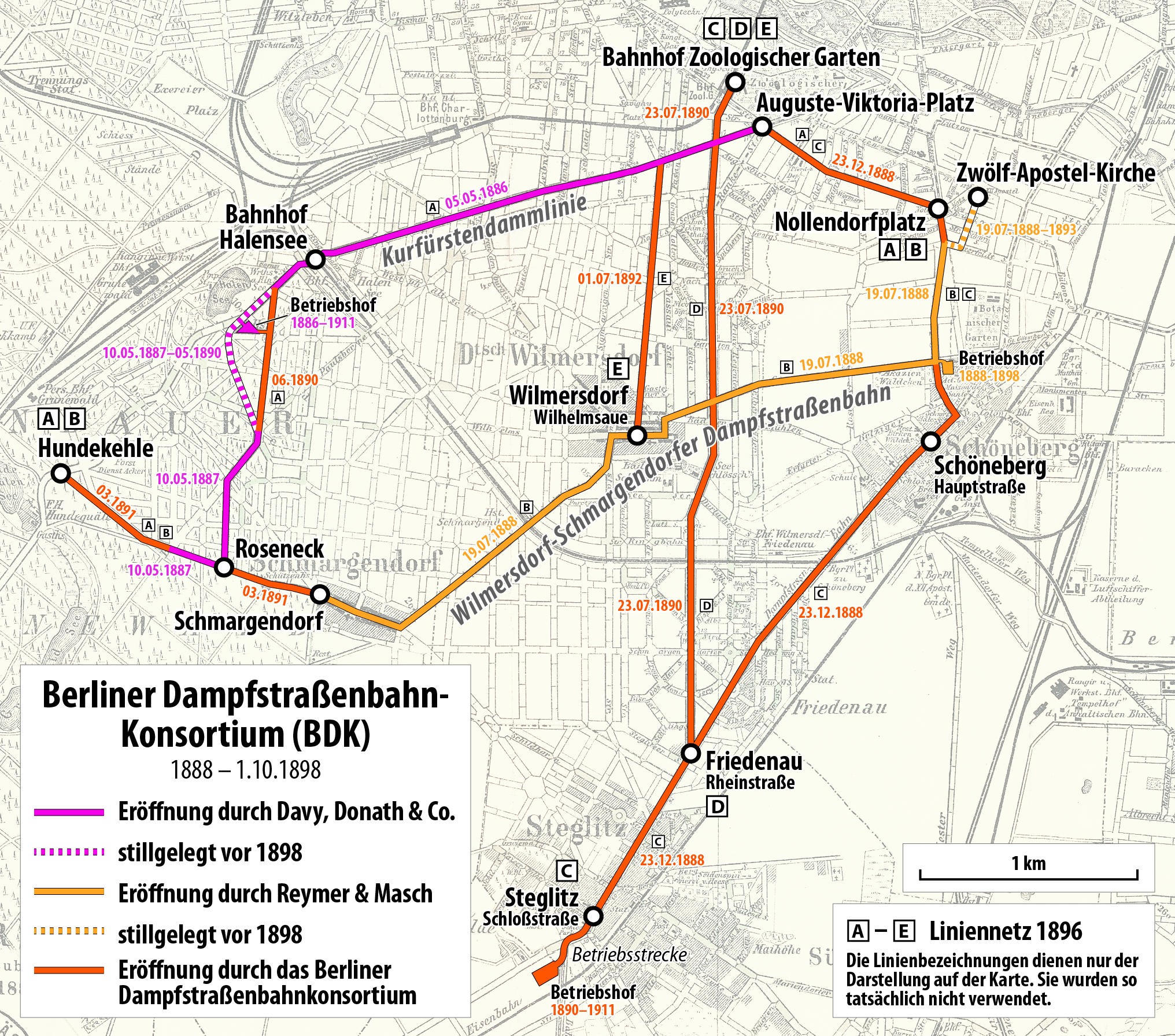
Strecken- und Liniennetz des Berliner Dampfstraßenbahn-Konsortiums und seiner Vorgänger, 1886–1898

Das Berliner Dampfstraßenbahn-Konsortium (BDK) war ein Straßenbahnunternehmen im Südwesten des Großraums Berlin. Es betrieb ab 1888 mehrere Dampf- und Pferdestraßenbahnlinien in den Vororten Wilmersdorf, Grunewald, Schmargendorf, Schöneberg, Friedenau und Steglitz. Das Konsortium übernahm dabei die bestehenden Dampfstraßenbahnen der Kurfürstendamm-Gesellschaft beziehungsweise der Firma Davy, Donath & Co. entlang des Kurfürstendamms sowie die Wilmersdorf-Schmargendorfer Dampfstraßenbahn von Reymer & Masch. Bis 1892 nahm es weitere drei Linien in Betrieb. Innerhalb der damaligen Stadtgrenzen Berlins fuhren Dampfstraßenbahnen hingegen nicht, der Betrieb war wegen der Lärm- und Rußbelästigung behördlich untersagt. Am 1. Oktober 1898 übernahm die Westliche Berliner Vorortbahn den Betrieb und elektrifizierte das Streckennetz.

## Geschichte

Triebwagen 1 der Kurfürstendamm-Gesellschaft am Eröffnungstag, 5. Mai 1886

### Kurfürstendammlinie
Der Bau der ersten Strecke hängt eng mit dem Ausbau des Kurfürstendamms zur Prachtstraße zusammen. Baumeister Hugo Hanke wurde mit dem Projekt beauftragt und verhandelte mit den Grundstücksbesitzern über die Abtretung von Land zur Verbreiterung des damaligen Reitweges. Als Gegenleistung erbat Hanke die Konzession für eine Pferdebahn durch den Kurfürstendamm zum Bahnhof Zoologischer Garten sowie über die Tauentzienstraße, Kleiststraße und Motzstraße zur Grenze des Charlottenburger Weichbildes. Am 20. Januar 1883 kam es zum Vertragsabschluss zwischen Hanke und der Stadt Charlottenburg. Die im Vorjahr gegründete Kurfürstendamm-Gesellschaft trat drei Tage nach Vertragsabschluss mit allen Rechten und Pflichten in diesen ein und übernahm dessen Ausführung. Hanke wurde zum technischen Direktor der Gesellschaft ernannt.
Beim Bau der Straße wurden die Gleise mit berücksichtigt. Im Januar 1884 fasste die Kurfürstendamm-Gesellschaft den Entschluss, anstelle einer Pferdebahn Dampfstraßenbahnen verkehren zu lassen. Der Grund lag zum einen in der höheren Leistungsfähigkeit, zum anderen in der saisonal bedingt ungleichen Auslastung infolge des starken Ausflugverkehrs. Die Pferde hätten auch in den ruhigeren Wintermonaten der Pflege bedurft. Ab dem gleichen Jahr führte die Gesellschaft daher für zwei Jahre Testfahrten mit einem Dampftriebwagen durch, ein fahrplanmäßiger Verkehr fand nicht statt.
Die polizeiliche Abnahme der Strecke fand am 28. April 1886 und die offizielle Eröffnung  am 5. Mai 1886 statt. Der Betriebshof befand sich am Bismarckplatz und war über eine Betriebsstrecke entlang des verlängerten Kurfürstendamms und der Hubertusallee zu erreichen. Die Kurfürstendamm-Gesellschaft übertrug der Gesellschaft Davy, Donath & Co. vor der Eröffnung die Rechte an der Betriebsführung. Die Unterwegshaltestellen befanden sich an der Fasanenstraße, Leibnizstraße, Wilmersdorfer Straße, Straße 6 und an der Kreuzung mit der Ringbahn. Im gleichen Jahr erwarb Davy, Donath & Co. drei weitere Konzessionen für die Strecken vom Zoologischen Garten über Nollendorfplatz, Schöneberg und Friedenau nach Steglitz, vom Zoo über die Kaiserallee nach Steglitz sowie von Halensee zum Jagdschloss Grunewald. Letztere Strecke konnte am 10. September 1887 eröffnet werden. Die Verlängerung führte vom Bismarckplatz über die spätere Koenigsallee, Herbertstraße, Hubertusallee, Teplitzer Straße und Hagenstraße zur Ecke Hubertusbader Straße. Der Endpunkt wird umgangssprachlich als Hundekehle bezeichnet. Das als Ziel anvisierte Jagdschloss war von der Endstelle aus über einen längeren Fußweg zu erreichen.

### Wilmersdorf-Schmargendorfer Dampfstraßenbahn

Straßenbahnzug auf der Wilmersdorf-Schmargendorfer Linie am Winterfeldtplatz, 1898

Am 12. August erhielt der Geheime Kanzleisekretär a. D. und spätere Bürgermeister von Wilmersdorf, Friedrich Stork, vom Kreisausschuss Teltow die Genehmigung zur Anlage einer Pferdebahn von Schöneberg nach Wilmersdorf. Noch vor Beginn der Bauarbeiten ging diese Konzession an den Bauunternehmer Richard Damm über. Er erhielt am 11. Mai 1887 eine weitere Konzession für eine Straßenbahn von Wilmersdorf nach Schmargendorf. Damm veräußerte beide Konzessionen daraufhin an Reymer & Masch. Sie erhielten in der Folge durch die Regierung in Potsdam die Genehmigung zur Anlage einer Dampfstraßenbahn von der Zwölf-Apostel-Kirche über Schöneberg und Wilmersdorf nach Schmargendorf. Am 19. Juli 1888 ging die Strecke in Betrieb.

### Übernahme und Streckenausbau durch das Konsortium

Dampftriebwagen auf der Tauentzienstraße, im Hintergrund die Kaiser-Wilhelm-Gedächtniskirche, 1897

Da Davy, Donath & Co. finanziell nicht imstande waren, die weiteren genehmigten Strecken fertigzustellen, übernahm im Laufe des Jahres 1888 das neugegründete Berliner Dampfstraßenbahn-Konsortium den Betrieb. Es bestand aus der Bank für Handel und Industrie, dem Bankhaus J. Simon Witwe & Söhne und dem Unternehmer Hermann Bachstein. Am 22. Dezember 1888 übernahm das Konsortium die Wilmersdorf-Schmargendorfer Dampfstraßenbahn von Reymer & Masch. Einen Tag darauf wurde die Strecke vom Nollendorfplatz über Schöneberg nach Steglitz mit Führung über Hauptstraße, Rheinstraße und Schloßstraße eröffnet. Zu Heiligabend 1888 folgte die Inbetriebnahme der Strecke vom Zoologischen Garten zum Nollendorfplatz. Im Mai 1890 wurde die Strecke nach Verlegung von Gleisen durch die nördliche Hubertusallee begradigt, der Umweg über die Herbertstraße konnte somit entfallen. Die durch die Kaiserallee geführte Linie vom Zoologischen Garten nach Steglitz ging am 23. Juli 1890 in Betrieb. Auf der Linie verkehrten anfangs Pferdebahnen. Im März 1891 oder September 1892 verknüpfte das Konsortium die Schmargendorfer und Kurfürstendammlinie am Roseneck und verlängerte beide bis zum Hagenplatz. Den Abschluss bildete eine Strecke durch die Uhlandstraße zwischen Kurfürstendamm und Wilhelmsaue, die am 1. Juli 1892 in Betrieb ging. Die Strecke zur Zwölf-Apostel-Kirche wurde im Herbst 1893 stillgelegt und der Ausgangspunkt der Linie zum Nollendorfplatz verlegt.
Neben den Straßenbahnen betrieb das Konsortium ab 1889 auch eine Pferdeomnibuslinie vom Spittelmarkt zur Goltzstraße in Schöneberg. Am 30. September 1895 ging die Linie auf das Berliner Fuhrwesen Thien über, die im November desselben Jahres in der Neuen Berliner Omnibus-AG aufging.
| Verlauf | Länge (in km) |
| --- | ------------- |
| Nollendorfplatz – Tauentzienstraße – Kurfürstendamm – Halensee – Hubertusallee – Teplitzer Straße – Hagenstraße – Hundekehle                         | 8,2           |
| Nollendorfplatz – Goltzstraße – Grunewaldstraße – Wilmersdorf, Aue (Wilhelmsaue) – Schmargendorf, Mecklenburgische Straße – Hagenstraße – Hundekehle | 7,8           |
| Zoologischer Garten – Nollendorfplatz – Goltzstraße – Schöneberg, Hauptstraße – Friedenau, Rheinstraße – Steglitz, Schloßstraße                      | 8,2           |
| Zoologischer Garten – Wilmersdorf, Kaiserallee – Friedenau, Rheinstraße                                                                              | 4,8           |
| Zoologischer Garten – Uhlandstraße – Wilmersdorf, Aue                                                                                                | 2,7           |

Da die Bahn trotz der Streckeneröffnungen nur die südwestlichen Vororte Berlins untereinander verband, der Anschluss an die Berliner Innenstadt aber fehlte, war das Unternehmen defizitär. 1889 nutzten knapp 1,67 Millionen Fahrgäste die Dampfstraßenbahn. Demgegenüber standen rund 132,5 Millionen Fahrgäste auf den übrigen Pferdebahnlinien. Bis 1895 stieg der Anteil von 1,2 auf rund zwei Prozent an. Das Konsortium führte daher Verhandlungen mit den zuständigen Behörden über eine Verlängerung ihrer Strecken in das Berliner Stadtgebiet. Gleichzeitig sollte das Netz elektrifiziert werden, da der Betrieb von Dampfstraßenbahnen innerhalb Berlins untersagt war. Am 12. März 1895 erteilte der Berliner Polizeipräsident die vorläufige Konzession, die Zustimmung seitens der Stadt Berlin lag am 15. April 1895 vor. Da der direkte Weg über die Potsdamer Straße durch die Große Berliner Pferde-Eisenbahn (GBPfE) versperrt war, musste die Gesellschaft auf verschiedene Nebenstraßen ausweichen. Neben der Wegführung vom Nollendorfplatz über die Motzstraße, Kurfürstenstraße, Dennewitzstraße, Flottwellstraße, Schöneberger Ufer und Linkstraße zum Potsdamer Platz lag außerdem die Zustimmung für eine Zweiglinie von der Königin-Augusta-Brücke über den Hafenplatz und die Bernburger Straße zum Askanischen Platz am Anhalter Bahnhof vor. Die Königlichen Eisenbahn-Direktion Berlin als Aufsichtsbehörde lehnte letztere ab.
Im Vorfeld der anstehenden Elektrifizierung unternahm das BDK 1897 Probefahrten mit einem Akkumulatortriebwagen. Da der Wagen im April 1897 ausbrannte, stellte das Unternehmen die Versuche ein. Im gleichen Jahr kamen die ersten elektrischen Triebwagen zur Auslieferung. Der Traktionswandel bedingte ebenfalls den Abschluss neuer Zustimmungsverträge mit den betroffenen Gemeinden. Darin verpflichtete sich die Gesellschaft zur Elektrifizierung der übrigen Strecken mit Oberleitung und dem zweigleisigen Ausbau des Netzes. Die Verträge liefen bis 1937 beziehungsweise 1938. Ungeachtet der weiteren Entwicklung wurde am 25. Juni 1898 die Westliche Berliner Vorortbahn AG gegründet. Am 1. Oktober 1898 ging das Berliner Dampfstraßenbahn-Konsortium in der Westlichen Berliner Vorortbahn auf. Die Große Berliner Straßenbahn erwarb im gleichen Jahr das gesamte Aktienkapital und übernahm die Verwaltung und das Personal der Gesellschaft. Die Westliche Berliner Vorortbahn setzte die Elektrifizierung fort und brachte sie 1900 zum Abschluss.

## Fahrbetrieb

### Fahrzeuge
Das Berliner Dampfstraßenbahn-Konsortium verfügte über einen umfangreichen und typenreichen Fuhrpark. Bis 1898 beschaffte das Unternehmen 30 Rowan’sche Dampftriebwagen, 13 Dampflokomotiven, 54 Beiwagen für den Dampfbetrieb und 26 Pferdebahnwagen. Hinzu kamen fünf elektrische Triebwagen im Jahr 1897. Die Wagen waren rotbraun mit weißen Zierlinien.

#### Dampftriebwagen

Triebwagen 3

Triebwagen 25

Die Dampftriebwagen waren im Grundaufbau annähernd gleich. Der eigentliche Wagenkasten war am hinteren Ende auf einem ein- beziehungsweise zweiachsigen Laufgestell gestützt. Der vordere Teil stützte sich auf ein zweiachsiges Dampfbogie, das die eigentliche Antriebseinheit bildete. Das Bogie (englisch Drehgestell) war vergleichbar mit einer kleinen Dampflokomotive mit kombiniertem Feuerbüchs- und Wasserrohrkessel. Der Kessel war je nach Bauart einfach oder doppelt vorhanden. Das Problem des Dampfablassens in den Ortschaften wurde durch die Anbringung von Kondensationsflächen auf dem Wagendach gelöst.
Die Bedienung des Triebwagens benötigte nur einen Mitarbeiter. Befeuert wurden die Wagen mit Koks, der in Blechbüchsen à drei Kilogramm mitgegeben wurde. Die Büchsen dienten gleichzeitig als Schaufel. Der Vorrat auf dem Führerstand reichte für etwa 16 Kilometer Fahrt, aufgefüllt wurden Vorräte am Nollendorfplatz und an den jeweiligen Endhaltestellen. Dort befanden sich auch Drehscheiben oder Wendedreiecke zum Drehen der Fahrzeuge.

#### Dampflokomotiven

Lok 8

Lok 13

Die Berliner Dampfstraßenbahn verfügte über insgesamt 13 Lokomotiven in vier verschiedenen Variationen. Die Lokomotiven der Nummern 1 bis 9 beschaffte Reymer & Masch, die Maschinen 10 bis 13 das Dampfstraßenbahn-Konsortium. Die Maschinen wurden, sofern nicht anders genannt, bis 1900 ausgemustert.
Die Lokomotiven 1 bis 6 waren ungekuppelte Lokomotiven mit Innenzylindern, Hersteller war die Aktiengesellschaft für Lokomotivbau Hohenzollern in Düsseldorf. Sie hatten einen hochstehenden Kessel mit seitlichem Feuerloch. Der Führerstand befand sich neben dem Kessel, der Wasservorrat in zwei außen unter dem Laufblech angebrachten Behältern. Die Lokomotiven 5 und 6 waren etwas leistungsstärker als die anderen Maschinen. Lok 2 kam nach der Elektrifizierung zur Dampfstraßenbahn Groß-Lichterfelde-Seehof-Teltow-Stahnsdorf, wo sie 1907 ausgemustert wurde.
Die Lokomotiven 7 und 8 kamen gebraucht, sie wurden 1878 bei Wöhlert in Berlin gefertigt. Sie hatten Außenzylinder, überhöhte halbzylindrische Stahlkesseldecken und Feuerlöscher in Längsrichtung der Maschine. Auf beiden Stirnseiten waren die Bedieneinrichtung für Umsteuerung, Bremse und Regler angebracht.
Das Einzelstück Nummer 9 kam von der Schweizerischen Lokomotiv- und Maschinenfabrik in Winterthur. Sie hatte ein ungefedertes Laufgestell, auf dem der gefederte Lokkasten ruhte. Der hochliegende Dampfzylinder übertrug seine Kraft über eine zweiarmige Gabel auf die Achsen. Der Rauchgasabzug im Stehkessel erfolgte über die kürzeren waagerechten Rauchrohre. Umsteuerung, Bremse und Regler waren beidseitig vorhanden.
Die Lokomotiven 10 bis 13 waren die leistungsstärksten Maschinen. Es waren gewöhnliche Tenderlokomotiven mit Außenzylindern und Kastenrahmen; Hersteller war die Berliner Maschinenbau AG vorm. L. Schwartzkopff. Die Loks hatten einen Führerstand.

#### Beiwagen und Pferdebahnwagen

Beiwagen 41

Die Beiwagen 1 bis 15 wurden 1888 für die Wilmersdorf-Schmargendorfer Dampfstraßenbahn beschafft. Sie waren vierachsige geschlossene Beiwagen mit 8,2 Metern Wagenkastenlänge. Die bei Herbrand & Cie. in Köln-Ehrenfeld gebauten Wagen hatten 36 Sitzplätze. Die aus Profileisen gefertigten Drehgestelle hatten zur Federung jeweils nur eine lange Blattfeder unter den Achsbuchsen. Wagen 6 kam später zur Dampfstraßenbahn Groß-Lichterfelde-Seehof-Teltow-Stahnsdorf, die übrigen 14 Wagen setzte die WBV im elektrischen Betrieb ein, ihre Ausmusterung erfolgte bis 1931.
Die Beiwagen 16 und 18 waren vierachsige Sommerwagen. Sie boten 48 Sitzplätze auf acht Querbänken. Die Rückenlehnen ließen sich umstellen, sodass die Fahrgäste immer in Fahrtrichtung sitzen konnten. An den Seiten waren lange Laufbretter montiert, über die der Schaffner das Fahrgeld kassieren konnte. Sie wurden nicht für den elektrischen Betrieb übernommen.
Die Wagen 19, 20, 24 bis 30 und 42 waren zweiachsige Sommerwagen mit 28 Sitzplätzen auf sieben Querbänken. Sie kamen im Jahr 1888 gebraucht von der Straßenbahn Reims in Frankreich. Die Beiwagen 21 bis 23 waren ebenfalls zweiachsige Sommerwagen, jedoch mit einem leichten Holzuntergestell. Die Waggonfabrik Ludwigshafen lieferte die Wagen 1887 an Davy, Donath & Co. Die WBV musterte sie bis 1900 aus.
Die vier Wagen 31 bis 34 kamen für die 1890 eröffnete Pferdebahnlinie nach Steglitz zum Einsatz. Die zweiachsigen Einspänner boten 16 Sitz- und zwölf Stehplätze und hatten vier Seitenfenster sowie jeweils acht Oberlichter. Sie wurden nicht für den elektrischen Betrieb übernommen.
Die von Weitzer in Graz konstruierten Wagen 35 und 36 waren zweiachsige geschlossene Beiwagen mit schwerem Untergestell und Blattfedern. Wagen 35 kam später zur Dampfstraßenbahn Groß-Lichterfelde-Seehof-Teltow-Stahnsdorf und wurde bei deren Elektrifizierung 1907 ausgemustert. Beiwagen 36 kam als Wagen 127 zur WBV, die ihn erheblich umbaute. Die Sitzaufteilung aus gemischten Quer- und Längssitzen wurde in reine Längsbänke geändert, die Federung erfolgte durch Schraubenfedern, Plattformen und Plattformdächer wurden verändert. Die Berliner Straßenbahn übernahm den Wagen im Jahr 1920 mit der Nummer 594 und setzte ihn bis 1928 im Fahrgastbetrieb ein.
Wagen 41 war ein Einzelstück und kam ab 1887 bei der Kurfürstendammlinie zum Einsatz. Der Sommerwagen verfügte über drei einachsige Drehgestelle, die miteinander gekuppelt waren. Er bot 40 Sitzplätze; die Querbänke waren durch einen Mittelgang unterteilt. Hinzu kamen zehn Stehplätze. Bei der Übernahme durch die WBV als Wagen 126 erhielt er ein neues zweiachsiges Untergestell mit Schraubenfederung und eine veränderte Sitzaufteilung mit 24 Sitzplätzen. Er erhielt 1920 die Wagennummer 595 und war bis 1928 im Fahrgasteinsatz.
Die Wagen 40, 42II und 43 bis 52 waren geschlossene vierachsige Beiwagen mit 30 Sitzplätzen. Nach der Umrüstung für den elektrischen Betrieb erhielten die Fahrzeuge die Wagennummern 114 bis 125 mit nunmehr 28 Sitzplätzen. Die Berliner Straßenbahn musterte sie bis 1931 aus.
Die Wagen der Serien 219 bis 224 und 225 bis 240 waren weitgehend baugleiche Fahrzeuge von Herbrand, wobei Erstere für den Dampf-, Letztere für den Pferdebahnbetrieb vorgesehen waren. Sie waren zweiachsig und geschlossen mit 16 Sitz- und zwölf Stehplätzen. Je Seite waren fünf Fenster angebracht. Bei den Dampfbahnwagen verliefen die Oberlichter über die gesamte Wagenkastenlänge, bei den Pferdebahnwagen über drei Fünftel der Länge. Die Dampfbahnwagen fielen mit 3440 Kilogramm Leermasse schwerer aus als die 2150 Kilogramm schweren Pferdebahnwagen. Die Wagen beider Serien wurden nicht im elektrischen Betrieb verwendet. Ein Teil der Pferdebahnwagen war anfänglich für den Umbau vorgesehen und wurde dann verkauft. Wagen 232 und 239 gingen an die Straßenbahn Guben, Wagen 235, 236, 238 und 240 an die Straßenbahn Lübeck. Wagen 228 musterte die WBV bis 1900 aus, die übrigen Wagen wurden zwischen 1910 und 1914 im Betriebshof Halensee der GBS verschrottet.

#### Elektrische Triebwagen
Für die bevorstehende Elektrifizierung kaufte die Berliner Dampfstraßenbahn 1897 fünf Triebwagen bei H. H. Böker & Cie. in Remscheid. Die zweiachsigen Triebwagen liefen auf Fahrgestellen der Bauart Neu-Berolina, wie sie zu dieser Zeit die GBPfE/GBS benutzte. Die Fahrzeuge mit den Nummern 1 bis 5 kamen 1898 in den Bestand der WBV und über sie 1920 an die Berliner Straßenbahn.
Über den zu Testfahrten eingesetzten Akkumulatortriebwagen liegen keine näheren Informationen vor.

#### Fahrzeugliste
Die nachstehende Tabelle listet die bei der Kurfürstendamm-Gesellschaft beziehungsweise Davy, Donath & Co., der Wilmersdorf-Schmargendorfer Dampfstraßenbahn Reymer & Masch sowie bei der Berliner Dampfstraßenbahn eingesetzten Fahrzeuge auf.
| Nummer                 | Baujahr          | Bauart           | Hersteller              | Sitzpl.          | Stehpl.          | Bemerkungen |
| Dampflokomotiven       | Dampflokomotiven | Dampflokomotiven | Dampflokomotiven        | Dampflokomotiven | Dampflokomotiven | Dampflokomotiven |
| ---------------------- | ---------------- | ---------------- | ----------------------- | ---------------- | ---------------- | --- |
| 1–6                    | 1888             | 1A               | Hohenzollern            | –                | –                | 1888 ex Wilmersdorf-Schmargendorfer Dampfstraßenbahn; Lok 2 um 1900 an Dampfstraßenbahn Groß-Lichterfelde-Seehof-Teltow-Stahnsdorf Lok 3; übrige Verbleib unbekannt |
| 7–8                    | 1878             | B                | Wöhlert                 | –                | –                | 1888 ex GBPfE; bis 1900 ausgemustert |
| 9                      | 1880             | B                | SLM                     | –                | –                | 1888 ex Wilmersdorf-Schmargendorfer Dampfstraßenbahn; bis 1900 ausgemustert                                                                                         |
| 10–13                  | 1890             | B                | BMAG                    | –                | –                | bis 1900 ausgemustert |
| Dampftriebwagen        |                  |                  |                         |                  |                  | |
| 1–2                    | 1882–1885        | (Bn2)'1          | Borsig/ Herbrand        | 22               | 8                | 3×Tw; Rowanwagen Typ A; 1888 ex Davy, Donath & Co.; bis 1900 ausgemustert                                                                                           |
| 3–5                    | 1885             |                  | Borsig/ Herbrand        | 40               | 7                | 3×Tw; Rowanwagen Typ A; 1888 ex Davy, Donath & Co.; bis 1900 ausgemustert                                                                                           |
| 6                      | 1887             |                  | Borsig/ Ringhoffer      | 32               | 8                | 3×Tw; Rowanwagen Typ A 1888 ex Davy, Donath & Co.; bis 1890 ausgemustert                                                                                            |
| 7–10, 16–24            | 1888–1890        | B'2'             | Borsig/ Herbrand        | 37               | 6                | 4×Tw; Rowanwagen Typ B 1890: Tw 16 in Tw 6II; bis 1900 ausgemustert                                                                                                 |
| 11–15                  | 1887–1888        |                  | Borsig/Herbrand         | 40               | 5                | 3×Tw; Rowanwagen Typ A bis 1900 ausgemustert |
| 25–30                  | 1890             |                  | Schwartzkopff/ Herbrand | 48               | 4                | 4×Tw; bis 1900 ausgemustert |
| 31                     |                  |                  | Schwartzkopff/ Herbrand | 42               | 4                | Rowanwagen Typ B2 bis 1900 ausgemustert |
| Beiwagen               |                  |                  |                         |                  |                  | |
| 1–15                   | 1886             |                  | Herbrand                | 36               |                  | 4×Bw; 1888 ex Wilmersdorf-Schmargendorfer Dampfstraßenbahn; 1900 Bw 6 an Stahnsdorf, übrige 1900 an WBV Bw 100-113                                                  |
| 16–18                  | 1888             |                  | Herbrand                | 48               |                  | Sommerwagen; 1888 ex Wilmersdorf-Schmargendorfer Dampfstraßenbahn; 1900 ausgemustert                                                                                |
| 19–20, 24–30, 42       | 1888             |                  | Herbrand                | 28               |                  | Sommerwagen; 1888 ex Wilmersdorf-Schmargendorfer Dampfstraßenbahn; 1888 an Reims                                                                                    |
| 21–23                  | 1887–1888        |                  | Ludwigshafen            | 28               |                  | 1888 ex Wilmersdorf-Schmargendorfer Dampfstraßenbahn; bis 1900 ausgemustert                                                                                         |
| 35–36                  | 1887             |                  | Weitzer                 | 28               |                  | 1888 ex Wilmersdorf-Schmargendorfer Dampfstraßenbahn; Bw 35 bis 1900 ausgemustert, Bw 36 1900 an WBV Bw 126                                                         |
| 41                     | 1887             |                  | Herbrand                | 40               |                  | 3×Bw, ab 1900 2×Bw; Sommerwagen 1888 ex Wilmersdorf-Schmargendorfer Dampfstraßenbahn; 1900 an WBV Bw 127                                                            |
| 40, 42II, 43–52        | 1889             |                  | Herbrand                | 30               |                  | 4×Bw; 1900 an WBV Bw 114–125 |
| 219–224                | 1890             |                  | Herbrand                | 16               |                  | 2×Bw; bis 1900 ausgemustert |
| Pferdebahnwagen        |                  |                  |                         |                  |                  | |
| 31–34                  | 1887–1888        |                  | Ludwigshafen            | 16               |                  | 2×Pfw; 1888 ex Wilmersdorf-Schmargendorfer Dampfstraßenbahn; bis 1900 ausgemustert                                                                                  |
| 225–240                | 1890             |                  | Herbrand                | 16               |                  | 2×Pfw; bis 1900 ausgemustert; Bw 232+239 1905 an Guben, Bw 235, 236, 238, 240 1907 an Lübeck                                                                        |
| Elektrische Triebwagen |                  |                  |                         |                  |                  | |
| 1–5                    | 1897             |                  | Böker/AEG               | 20               | 14               | 1898 an WBV Tw 1–5 |

### Fahrplan und Tarife
Der Fahrplan war saisonalen Änderungen unterworfen, was die Bedeutung einzelner Linien für den Ausflugsverkehr widerspiegelt. Im Winterfahrplan 1889/90 lag beispielsweise die Zugfolge auf der Kurfürstendammlinie zwischen Zoologischem Garten und Roseneck bei 120 Minuten. Im Sommerfahrplan 1890 fuhren die Züge auf dem gleichen Abschnitt alle 30 Minuten. Die durch Schöneberg und nach Steglitz führenden Linien wiesen hingegen eine vergleichsweise dichte Wagenfolge auf. So verkehrte die Linie Nollendorfplatz – Steglitz 1890 alle 15 Minuten bis Friedenau und alle 30 Minuten nach Steglitz. Fünf Jahre später lag die Wagenfolge bei zehn beziehungsweise 20 Minuten. Die Reisegeschwindigkeit lag bei 11,7 km/h auf der Kurfürstendammlinie und 10,6 km/h auf der Wilmersdorf-Schmargendorfer Linie, etwa 20–25 Prozent über der Reisegeschwindigkeit der Pferdebahn.
Wie auch auf den anderen Berliner Straßenbahnlinien dieser Zeit galt bei den Dampfstraßenbahnen ein entfernungsabhängiger Tarif. Es gab Teilstrecken zu 10, 15, 20 usw. bis zu 35 Pfennig. In den 1890er Jahren wurden einige Teilstrecken zu 10 Pfennig verlängert und der Fahrpreis für die gesamte Strecke auf 30 Pfennig reduziert. Die Gesellschaft gab außerdem Zeitkarten für Schüler oder Arbeiter aus.

### Betriebshöfe
Der Betriebshof der Kurfürstendamm-Gesellschaft befand sich auf einem 22.560 Quadratmeter großen Grundstück, das im Straßengeviert Caspar-Theyß-Straße/Schinkelstraße/Koenigsallee westlich des Bismarckplatzes lag. Ob der Hof nach der Betriebsaufnahme an Davy, Donath & Co. überging, ist nicht geklärt. Der 1886 angelegte Hof wurde nach der Elektrifizierung bis 1911 weiter genutzt. Nach dem Abbruch der Hochbauten entstand in den 1930er Jahren auf dem Gelände der Komplex des Reichsarbeitsdienstes. Nach dem Zweiten Weltkrieg nutzten zunächst die Zeitung Telegraf und später das Umweltbundesamt die Räumlichkeiten.
Reymer & Masch eröffnete den Betriebshof der Wilmersdorf-Schmargendorfer Dampfstraßenbahn in der Grunewaldstraße 108/110. Der Hof wurde im Zuge der Elektrifizierung am 1. Oktober 1899 geschlossen; seine Aufgaben übernahm der Betriebshof X der Großen Berliner Straßenbahn in der Belziger Straße.
Für die Steglitzer Linie erwarb Hermann Bachstein 1888 ein Grundstück an der Schloßstraße 60–63, Ecke Lichterfelder Chaussee für einen weiteren Betriebshof, der im Folgejahr errichtet wurde. Die Wagenhalle maß 42 × 31 Meter, der Lokschuppen 28 × 16 Meter. Die Zufahrt zu dem 8730 Quadratmeter großen Grundstück erfolgte über die Lichterfelder Chaussee. Neben den beiden Hallen verfügte der Hof über eine Werkstatt mit Schmiede und Dampfkessel sowie Arbeits- und Lagerräume. Der Betriebshof wurde 1899 für den elektrischen Betrieb umgerüstet und bot in diesem Zustand Platz für etwa 50 Wagen. 1913 entstand auf einem Nachbargrundstück ein neuer Betriebshof für die Züge der WBV, da die alten Anlagen keine Erweiterung zuließen. Das Grundstück ging im Austausch an die Terrain-Gesellschaft am Botanischen Garten. Dort befindet sich heute eine Tankstelle.